# Cantonul Royan-Ouest
Cantonul Royan-Ouest este un canton din arondismentul Rochefort, departamentul Charente-Maritime, regiunea Poitou-Charentes, Franța.

## Comune
- Breuillet
- L'Éguille
- Mornac-sur-Seudre
- Royan (parțial, reședință)
- Saint-Palais-sur-Mer
- Saint-Sulpice-de-Royan
- Vaux-sur-Mer